# Bình Hưng Hòa
Bình Hưng Hòa là một phường thuộc Thành phố Hồ Chí Minh, Việt Nam.
Trên địa bàn phường có nghĩa trang Bình Hưng Hòa là nghĩa trang lớn nhất Thành phố Hồ Chí Minh.

## Địa lý
Phường Bình Hưng Hòa nằm ở phía bắc quận Bình Tân, có vị trí địa lý:
- Phía đông giáp quận Tân Phú
- Phía tây giáp phường Bình Hưng Hòa B
- Phía nam giáp phường Bình Hưng Hòa A
- Phía bắc giáp Quận 12.

Phường có diện tích 4,49 km², dân số năm 2021 là 95.534 người,  mật độ dân số đạt 21.277 người/km².

## Lịch sử
Địa danh Bình Hưng Hòa có từ thời Pháp thuộc, khi đó là tên một làng thuộc tổng Dương Hòa Thượng, quận Gò Vấp, tỉnh Gia Định. Làng Bình Hưng Hòa được hình thành trên cơ sở sáp nhập hai làng có từ thời Nguyễn là Bình Hưng và Bình Hưng Đông.
Sau năm 1956, các làng được đổi thành xã. Vào năm 1957, chính quyền Việt Nam Cộng hòa tách tổng Dương Hòa Thượng ra khỏi quận Gò Vấp để thành lập quận Tân Bình thuộc tỉnh Gia Định, xã Bình Hưng Hòa thuộc quận Tân Bình.
Sau năm 1975, xã Bình Hưng Hòa được sáp nhập vào huyện Bình Chánh, Thành phố Hồ Chí Minh.
Ngày 5 tháng 11 năm 2003, Chính phủ ban hành Nghị định 130/2003/NĐ-CP. Theo đó:
- Thành lập quận Bình Tân trên cơ sở tách thị trấn An Lạc và 3 xã: Bình Hưng Hòa, Bình Trị Đông và Tân Tạo thuộc huyện Bình Chánh
- Giải thể xã Bình Hưng Hòa để thành lập 3 phường Bình Hưng Hòa, Bình Hưng Hòa A và Bình Hưng Hòa B thuộc quận Bình Tân.

Sau khi thành lập, phường Bình Hưng Hòa có 470,23 ha diện tích tự nhiên và 22.382 người.